# Bazouges-Cré-sur-Loir
Bazouges-Cré-sur-Loir es una comuna nueva francesa situada en el departamento de Sarthe, de la región de Países del Loira.

## Historia
Fue creada el 1 de enero de 2017, en aplicación de una resolución del prefecto de Sarthe de 16 de diciembre de 2016 con la unión de las comunas de Bazouges-sur-le-Loir y Cré-sur-Loir, pasando a estar el ayuntamiento en la antigua comuna de Bazouges-sur-le-Loir.

## Demografía
| Gráfica de evolución demográfica de Bazouges-Cré-sur-Loir entre 1800 y 2013 |
|                                                                             |

Los datos entre 1800 y 2013 son el resultado de sumar los parciales de las dos comunas que forman la nueva comuna de Bazouges-Cré-sur-Loir, cuyos datos se han cogido de 1800 a 1999, para las comunas de Bazouges-sur-le-Loir y Cré-sur-Loir de la página francesa EHESS/Cassini. Los demás datos se han cogido de la página del INSEE.

## Composición
| Comuna delegada      | Código INSEE | Población (2013) | Superficie (km²) | Densidad (hab./km²) |
| -------------------- | ------------ | ---------------- | ---------------- | ------------------- |
| Bazouges-sur-le-Loir | 72025        | 1255             | 29.90            | 42                  |
| Cré-sur-Loir         | 72108        | 802              | 17.19            | 47                  |